# Orden de la Estrella de Rumania
La Orden de la Estrella de Rumania (en rumano: Ordinul Național „Steaua României”) es la máxima condecoración de Rumania.

## Historia

### Condecoración socialista
Luego de la abolición de la monarquía y la creación de la República Popular de Rumania, se renombró la orden como Orden de la Estrella de la República Popular de Rumania (en rumano: Ordinul „Steaua Republicii Populare Române”) y se rediseñó completamente. Fue así la primera condecoración del nuevo régimen (apenas un mes después de la proclamación de la república). La primera clase de la orden consistía en una estrella roja de borde amarillo y azul montada en una placa de rayos dorados. En el centro de la estrella se hallaban unos laureles de oro y dentro la inscripción «30 DECEMBRIE 1947». La segunda clase era idéntica a la primera, pero la placa con rayos era plateada. Las siguientes clases tenían la placa más pequeña, pendiendo de una cinta pentagonal roja y con la inscripción «RPR» en el anverso y la fecha del fin del régimen monárquico en el reverso y sin laureles.
Posteriormente fue totalmente rediseñada de nuevo, consistiendo la primera clase en una estrella de múltiples rayos de oro con numerosos diamantes, en el centro de la cual se ubicaban los laureles que rodeaban el escudo nacional de oro. Más tarde, el país cambió su nombre a República Socialista de Rumania, esto se vio reflejado en el escudo, por lo que la Orden Estrella de la República Socialista de Rumania (en rumano: Ordinului „Steaua Republicii Socialiste România”) se vio ligeramente modificada. La forma de las cinco clases de la orden era la misma, haciendo la variación la presencia de los diamantes y los metales utilizados.

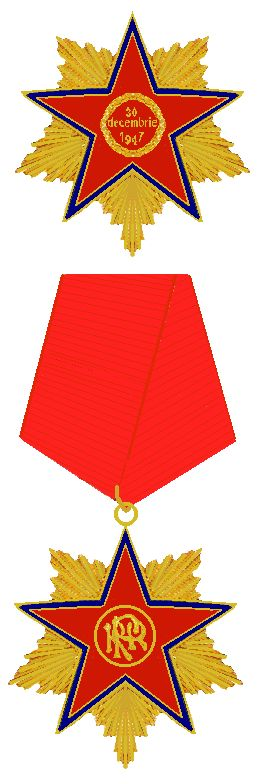
Arriba, Orden Estrella de la República Popular de Rumania en Primera Clase (1948-1964). Debajo, Orden Estrella de la República Popular de Rumania en Quinta Clase (1948-1964).
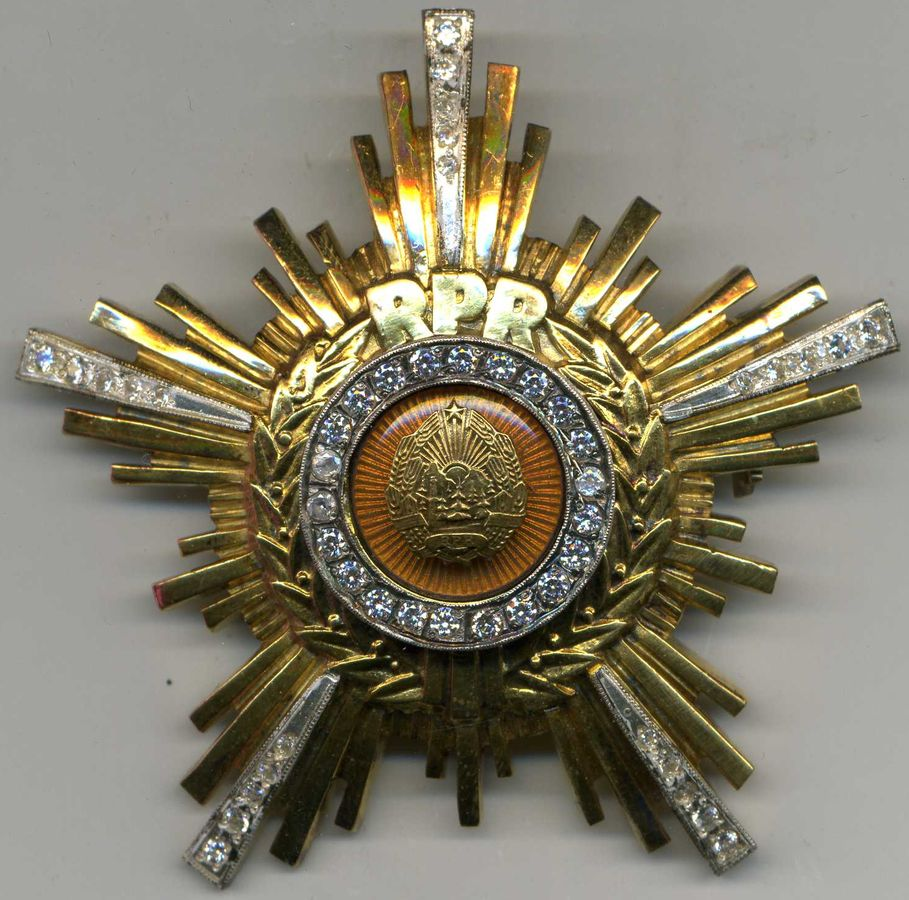
Orden Estrella de la República Popular de Rumania en Primera Clase (1964-1966)
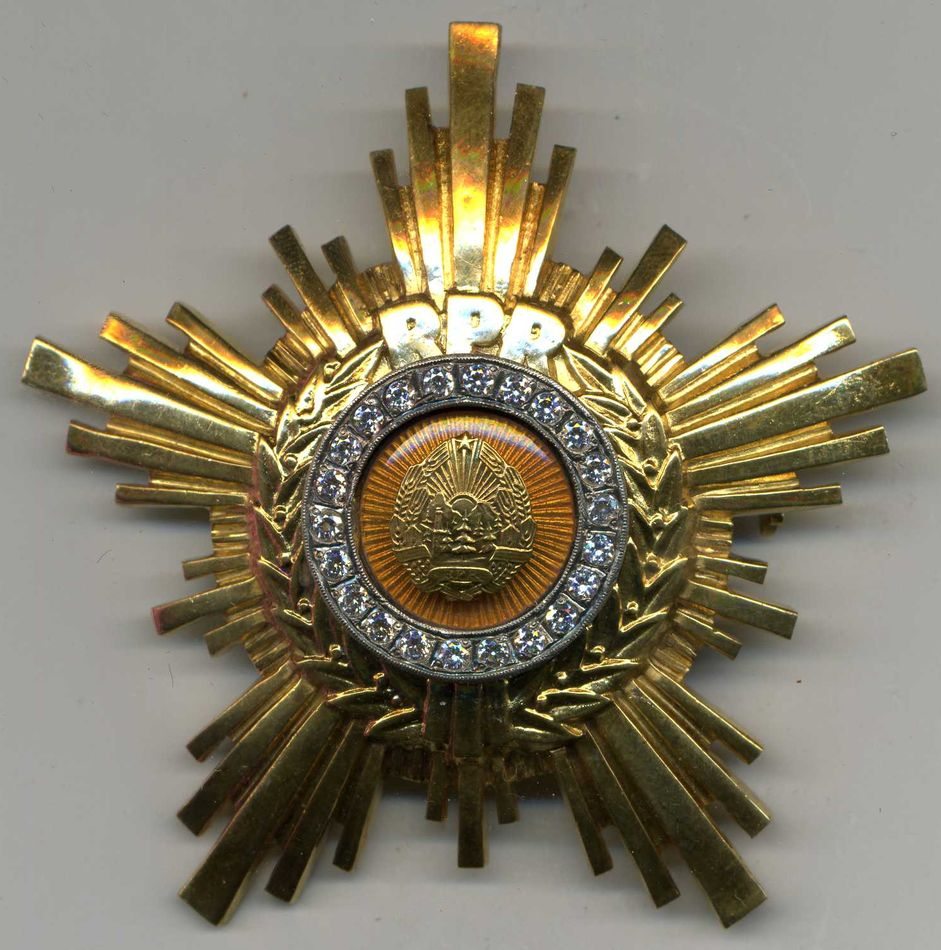
Orden Estrella de la República Popular de Rumania en Segunda Clase (1964-1966)
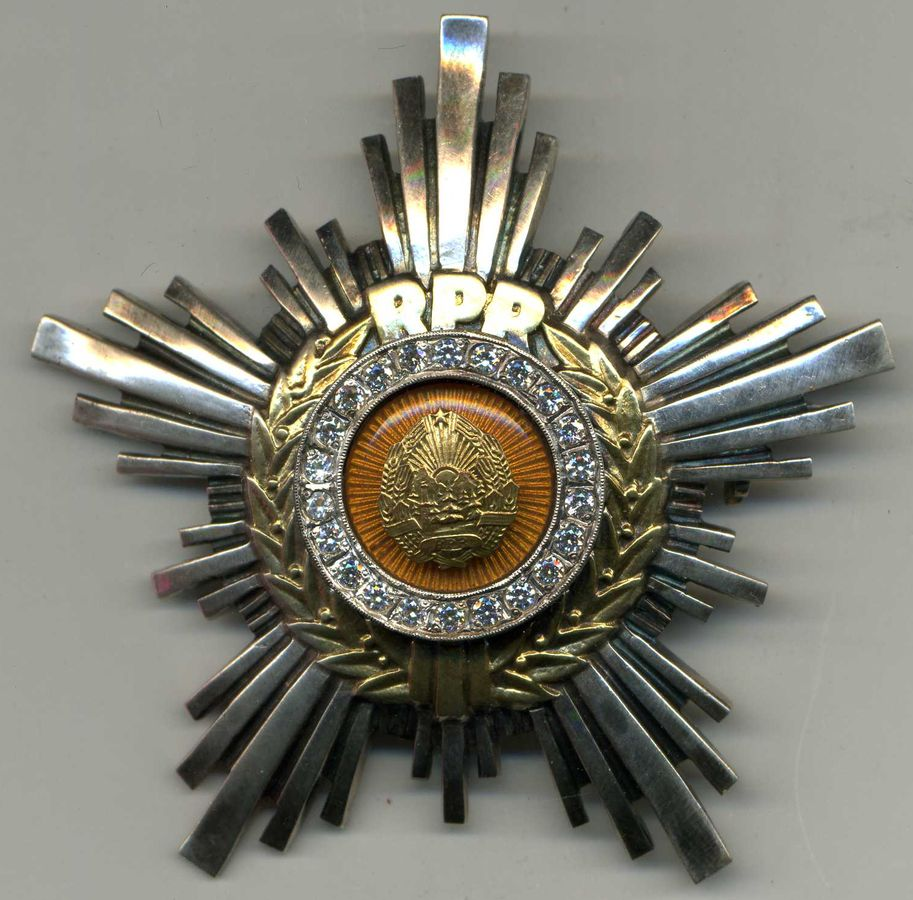
Orden Estrella de la República Popular de Rumania en Tercera Clase (1964-1966)
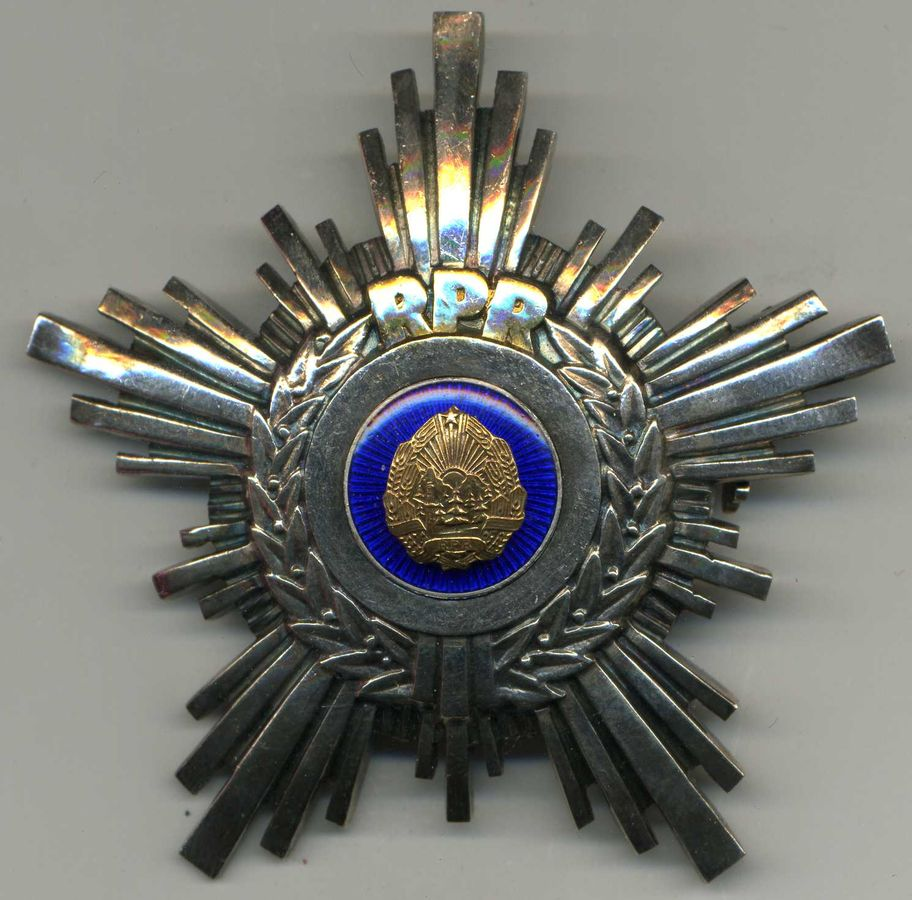
Orden Estrella de la República Popular de Rumania en Cuarta Clase (1964-1966)
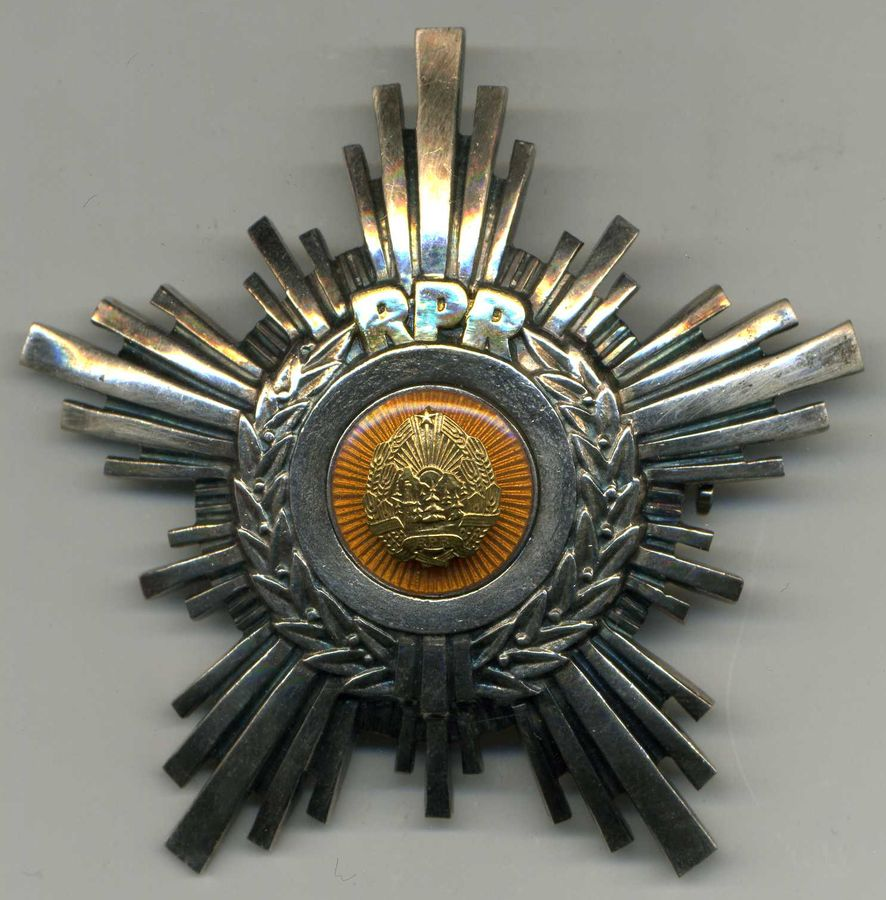
Orden Estrella de la República Popular de Rumania en Quinta Clase (1964-1966)